# Епізоди телесеріалу «Комісар Рекс» (п'ятнадцятий сезон)
| №  | Оригінальна назва               | Українська назва        | Дата показу    |
| -- | ------------------------------- | ----------------------- | -------------- |
| 1  | La Tigre                        | Тигр                    | 12 квітня 2013 |
| 2  | Superstar                       | Суперзірка              | 12 квітня 2013 |
| 3  | Un delitto quasi perfetto       | Майже ідеальний злочин  | 19 квітня 2013 |
| 4  | Il tempo non guarisce le ferite | Час не лікує рани       | 19 квітня 2013 |
| 5  | Una voce nella folla            | Голос у натовпі         | 26 квітня 2013 |
| 6  | L'intruso                       | Непроханий гість        | 26 квітня 2013 |
| 7  | Due uomini e un bebé            | Двоє чоловіків і дитина | 3 травня 2013  |
| 8  | Blackout                        | Провал в пам'яті        | 3 травня 2013  |
| 9  | Un colpo al cuore               | Удар в серце            | 10 травня 2013 |
| 10 | Il lato oscuro                  | Темна сторона           | 10 травня 2013 |
| 11 | Il Grigio                       | Сірий                   | 17 травня 2013 |
| 12 | Legami di sangue                | Кровні узи              | 17 травня 2013 |

## Тигр
- Режисер: Марко Серафіні
- Сценарій: Даніель Максіміліан, Томас Паулі, Стефано Ангелє

### Сюжет
Комісар Рівера та Рекс рослідують вбивство циркового дресирувальника Маттео Мондреаса якого під час годування вбив тигр. Смерть здається випадковістю але Рекс з'ясовує що хтось розлютив тигра використавши ультразвуковий свисток.

## Суперзірка
- Режисер: Марко Серафіні
- Сценарій: Петер Лонер та Стефано Ангелє

### Сюжет
Під час зйомок фільму гине актриса. Рівера починає починає розслідування і незабаром дізнається що у багатьох був мотив для вбивства. Тим часом Рекс виявляє свої акторські здібності.

## Майже ідеальний злочин
- Режисер: Марко Серафіні
- Сценарій: Даніель Максіміліан, Томас Паулі, Стефано Ангелє

### Сюжет
У власній сауні гине людина. Рівера і Рекс з'ясовують що двері у сауну були замкнені та жертва померла від серцевого нападу. Комісар виявляє що мотив для вбивства був у коханки, брата та дружини.

## Час не лікує рани
- Режисер: Фернандо Мурака
- Сценарій: Регіне Білефельд, Джакопо Фантастішіні, Франческо Фавале

### Сюжет
Коли молодий працівник на будівному майданчику падає та розбивається Рівера та Рекс розуміють, що це не нещасний випадок. Незабаром вони дізнаються, що покійний був іграшкою в руках багатої вдови, поки не закохався в її дочку.

## Голос у натовпі
- Режисер: Андреа Костантіні
- Сценарій: Давіде Солінас

### Сюжет
Незаконно народжена дочка багатої людини стає метою змови, коли її зведена сестра хоче вбити її, щоб не ділитися спадщиною свого батька. Намагаючись врятуватися, дівчина переховується. Тим часом, комісар Рівера і Рекс відправляються на пошуки зниклої.

## Непроханий гість
- Режисер: Андреа Костантіні
- Сценарій: Андреа Костантіні, Даніель Максиміліан, Томас Паулі, Емануела Каноніко

### Сюжет
Комісар Рівера його племінниця Сара та Рекс беруть участь у благодійному заході на віллі заможного землевласника, але група людей в масках бере їх у заручники. Злочинці вимагають комбінацію від сейфа, але господареві вдається втекти...

## Двоє чоловіків і дитина
- Режисер: Андреа Костантіні
- Сценарій: Петер Лонер, Стефано Ангелє, Давіде Солінас

### Сюжет
Комісар Рівера і Рекс розслідують подвійне вбивство двох чоловіків, та знаходять маленьку дівчинку у вантажівці. Поки іде розслідування про дитину повинні піклуватися поліцейські. Згодом виявляється, що агентство з усиновлення таємно займається незаконним усиновленням дітей.

## Провал в пам'яті
- Режисер: Андреа Костантіні
- Сценарій: Даніель Максиміліан, Томас Паулі, Джакопо Фантастішіні, Франческо Фавале

### Сюжет
У готельному номері був застрелений хлопець а з вікна цього номера випала дівчина. Вона залишилась живою, але травма голови призвела до втрати пам'яті. Давіде Рівера може покластися тільки на докази та поміч Рекса.

## Удар в серце
- Режисер: Андреа Костантіні
- Сценарій: Лука Дзесі

### Сюжет
Дівчина знаходить чоловіка, що був заколотий у спину ножем з емблемою сербської армії та зачинений у багажнику свого авто разом із дружиною. Рівера та Рекс повинні розслідувати цю справу та зосередитися на ножі, що може бути пов'язаний із армією Сербії.

## Темна сторона
- Режисер: Андреа Костантіні
- Сценарій: Бернд Швам, Емануела Каноніко, Давіде Солінас

### Сюжет
Два брати, що мають давні рахунки із Ріверою, викрадають Рекса та вколюють йому феромони, що роблять собаку агресивною. Злодії хочуть використовувати собаку у серії пограбувань. Поліція вважає собаку загрозою для людей та віддає наказ стріляти по ньому. Рівера повинен знайти Рекса раніше ніж це зробить поліція...

## Сірий
- Режисер: Андреа Костантіні
- Сценарій: Флоріан Іверсен, Лука Дзесі, Андреа Костантіні

### Сюжет
Комісар Рівера та Рекс натрапили на слід невловимого кілера на прізвисько "Сірий", але вимушені розслідувати справу із давнім знайомим Давіде — комісаром Паоло Міано. Міано також хоче знайти "Сірого", щоб помститися за смерть брата. Але вбивця завжди на крок попереду, бо у нього є інформатор у комісаріаті.

## Кровні узи
- Режисер: Андреа Костантіні
- Сценарій: Флоріан Іверсен, Давіде Солінас, Стефано Ангелє

### Сюжет
Відомий політичний діяч вбитий під час мітингу. Поліція вважає що це теракт, але Рівера так не вважає.